# Middlesbrough (district)
Middlesbrough is een unitary authority, een borough en een district in het ceremoniële graafschap North Yorkshire, in de regio North East England en telt 141.000 inwoners. Hoofdplaats is Middlesbrough

## Civil parishesin district Middlesbrough
- Nunthorpe
- Stainton and Thornton

## Councilwardsin district Middlesbrough
De borough heeft 23 council wards, waaronder
- Coulby Newham
- Hemlington
- Marton
- Ormesby
- Stainton & Thornton